# Чаккапхат Пхаєн Пхаєо
Чаккапхат Пхаєн Пхаєо (лаос. ເຈົ້າໄຊຈັກກະພັດ; 1415–1481) — дванадцятий правитель королівства Лансанг.

## Біографія
Був наймолодшим сином короля Самсенетаї, до сходження на престол був відомий під ім'ям Вонг Бурі. Після досягнення повноліття був призначений на посаду губернатора В'єнтьяна. У період боротьби за владу, спричиненої інтригами Магадеві, йому кілька разів пропонували зайняти трон, але Вонг Бурі відмовлявся, в тому числі й через страх стати черговою жертвою змови. Лише за три роки після страти Магадеві рада духовенства, після марних спроб знайти іншого кандидата, вмовила його стати новим королем Лансангу.
Навіть після того, як він став королем, Вонг Бурі довго відмовлявся коронуватись та усіляко уникав тієї церемонії. Втім вона все ж відбулась 1456 року, після чого король прийняв тронне ім'я Самдач Брат-Анья Чао Санака Чаккапхат-раджа Пхаєн Пхаєо Бхая Джаядія Кабудда.
Попри всі потрясіння, що їх пережила держава в період від 1428 до 1438 року Вонг Бурі за підтримки двору зумів об'єднати королівство й навести лад у політичній системі, а також відновити зовнішні зв'язки.
1448 року, внаслідок нестабільного становища в державі Дайв'єт анексував провінцію Пхуан та ще деякі землі вздовж річки Да. Окрім того відбулось кілька сутичок з військами держави Ланна в долині річки Нан. 1471 року в'єтнамський правитель Ле Тхань Тонг спустошив Чампу. Окрім того, 1471 року спалахнуло повстання у Пхуані, в результаті якого було вбито кількох в'єтнамців. До 1478 року тривали приготування до повномасштабного вторгнення з боку Дайв'єту до Лансангу, воно мало стати помстою за повстання у Пхуані, а понад те — за підтримку імперії Мін 1421 року.
Приблизно в той же час лансанзькі військовики захопилибілого слона та привели його до короля. Та тварина була символом королівської влади й була досить поширеною в Південно-Східній Азії. Король Ле Тхань Тонг зажадав, щоб Чаккапхат Пхаєн Пхаєо приніс шкуру слона в дарунок двору Дайв'єт, але той сприйняв таку вимогу як образу. Відповідно до легенди король Лансангу надіслав Ле Тхань Тонгу коробку з лайном. У відповідь правитель в'єтнамської держави відрядив війська для підкорення Пхуану, втім його зустріла 200-тисячна армія піхотинців і 2 тисячі вершників на слонах, яких очолював спадковий принц і три генерали.
В'єтнамська армія виборола важку перемогу, та продовжила просування на північ. Король Чаккапхат разом зі своїм двором був змушений залишити столицю й тікати вздовж Меконга до В'єнтьяна. Після того війська Дайв'єт захопили столицю, місто Луанґпхабанґ, а потім розділили свої сили, щоб узяти Чаккапхата в кліщі. Одна частина продовжила рух на захід, захопивши Сіпсонґпанну та створивши загрозу державі Ланна, інша ж вирушила на південь до В'єнтьяна. Втім спільними зусиллями північну армію в'єтнамців було знищено, так само, як і південну, що зустріла запеклий спротив сил під командуванням молодшого сина короля Чаккапхата, принца Таєнкхама. Попри те, що від в'єтнамського війська лишилось лише близько 4000 вояків, наостанок вони зруйнували столицю Пхуану та пішли з території Лансангу.
Після тих подій Таєнкхам запропонував аристократам поновити свого батька на престолі, втім король відмовився та зрікся влади на користь свого сина, який 1479 року зайняв трон під ім'ям Суванна Банланґ (букв. Золотий трон). Чаккапхат помер за два роки, лишивши по собі дев'ятьох чинів і сім дочок. Упродовж наступних 200 років Дайв'єт не вдавався до спроб вторгнення до Лансангу.